# Dirección General de Nuevas Formas de Empleo
La Dirección General de Nuevas Formas de Empleo (DGNFE) de España es el órgano directivo del Ministerio de Trabajo y Economía Social, adscrito a la Secretaría de Estado de Trabajo, responsable de analizar el impacto de los procesos de transición digital en el trabajo, las consecuencias de la robotización, la expansión de la inteligencia artificial, la aparición de nuevas tecnologías algorítmicas, el trabajo en plataformas digitales, el teletrabajo y, en general, la incidencia tecnológica en el ámbito de las relaciones laborales y el empleo.

## Historia
La Dirección General de Nuevas Formas de Empleo fue creada por Real Decreto 1009/2023, de 5 de diciembre, como un órgano directivo ad hoc con el objetivo de analizar todos aquellos cambios en el mercado laboral que se producen por la aparición de las nuevas tecnologías y nuevas formas de trabajar. Se estructuró mediante una única Subdirección General de Nuevas Formas de Empleo y Prospectiva del Mercado de Trabajo.

## Funciones
Son funciones de la Dirección General:
1. El diseño de las políticas públicas de impulso y promoción de nuevos modelos de formas de empleo respetuosos con los derechos de las personas, adaptados a los cambios producidos como consecuencia de la digitalización, robotización e inteligencia artificial, así como de los retos y desafíos derivados de la transición verde y de la nueva economía de cuidados.
2. La coordinación con otros órganos y unidades administrativas para la consecución de los anteriores objetivos, especialmente de la Dirección General de Trabajo, así como el apoyo técnico necesario para el funcionamiento de los consejos estatales y de otras formas de participación que puedan establecerse en el ámbito de sus competencias.
3. La generación de espacios de debate y foros de discusión en torno al impacto de la digitalización, robotización e inteligencia artificial, la transición verde y de la nueva economía de cuidados en las condiciones de trabajo.
4. El análisis prospectivo del mercado de trabajo para la realización de propuestas de estrategias y medidas en coordinación con otras unidades del Ministerio de Trabajo y Economía Social y de otros departamentos ministeriales.
5. La participación en la elaboración de proyectos normativos y la realización de informes sobre materias relacionadas con los nuevos modelos de formas de empleo, así como la participación en la preparación de propuestas normativas relacionadas con la elaboración, aprobación, transposición y aplicación de normas de la Unión Europea o de ámbito internacional, en materias de su competencia, todo ello sin perjuicio de las competencias y funciones normativas atribuidas a otras unidades del Ministerio de Trabajo y Economía Social, especialmente a la Dirección General de Trabajo, y a otros departamentos ministeriales.
6. El apoyo técnico para la elaboración, aprobación, transposición y aplicación de directivas y otros instrumentos jurídicos comunitarios en las áreas de su competencia, así como el apoyo técnico y la participación en el ámbito de la Unión Europea, así como en foros y organismos internacionales relacionados con su ámbito competencial.
7. La realización de estudios, informes y trabajos de investigación de las nuevas formas de empleo.
8. La gestión de los programas de subvenciones y ayudas destinados a la adaptación de las formas de empleo a los cambios derivados de la digitalización, robotización e inteligencia artificial, así como de los derivados de la transición verde y de la nueva economía de los cuidados, que no esté atribuida a otros órganos.

## Estructura
La Dirección General se estructura mediante un único órgano directivo, a través del cual ejerce sus funciones:
- La Subdirección General de Nuevas Formas de Empleo y Prospectiva del Mercado de Trabajo.

## Titular
- Lucila Finkel Morgenstern (2025-)[3]